# Comitas suratensis
Comitas suratensis é uma espécie de gastrópode do gênero Comitas, pertencente à família Pseudomelatomidae.